# Eretoka
Eretoka (également Érétoka, Retoka ou Artok) est une île inhabitée du sud-ouest du Pacifique, faisant partie de la nation insulaire de Vanuatu dans l’archipel des Nouvelles-Hébrides.
Eretoka est située à 5 km environ au nord-ouest de l'île d'Efate et s'étend sur 2,3 km pour une largeur maximale de 670 mètres.
Sur l'île a été découverte la sépulture du roi Roymata. Des fouilles y ont été pratiquées à proximité de deux grandes pierres dressées, et une sépulture collective de 33 squelettes y a été découverte. La datation au carbone 14 donne une date de 1265 ap. J-C. Avec les îles d'Efate et de Lelepa, Eretoka fait partie du domaine du chef Roi Mata. L'ensemble de ces trois îles est inscrit à ce titre sur la liste du patrimoine mondial depuis 2008.